# Robert Folger Thorne
Robert F. Thorne (nascut a Spring Lake, New Jersey el 13 de juliol de 1920) és un botànic estatunidenc i actualment Taxonomista i Curator Emeritus al Rancho Santa Ana Botanic Garden i Professor Emeritus a la Claremont Graduate University de Claremont, Califòrnia. La seva recerca científica ha contribuït a entendre l'evolució de les plantes angiospermes
L'any 1992 va crear el sistema de classificació de plantes Sistema Thorne, que ell mateix va revisar l'any 2000.

## Algunes publicacions

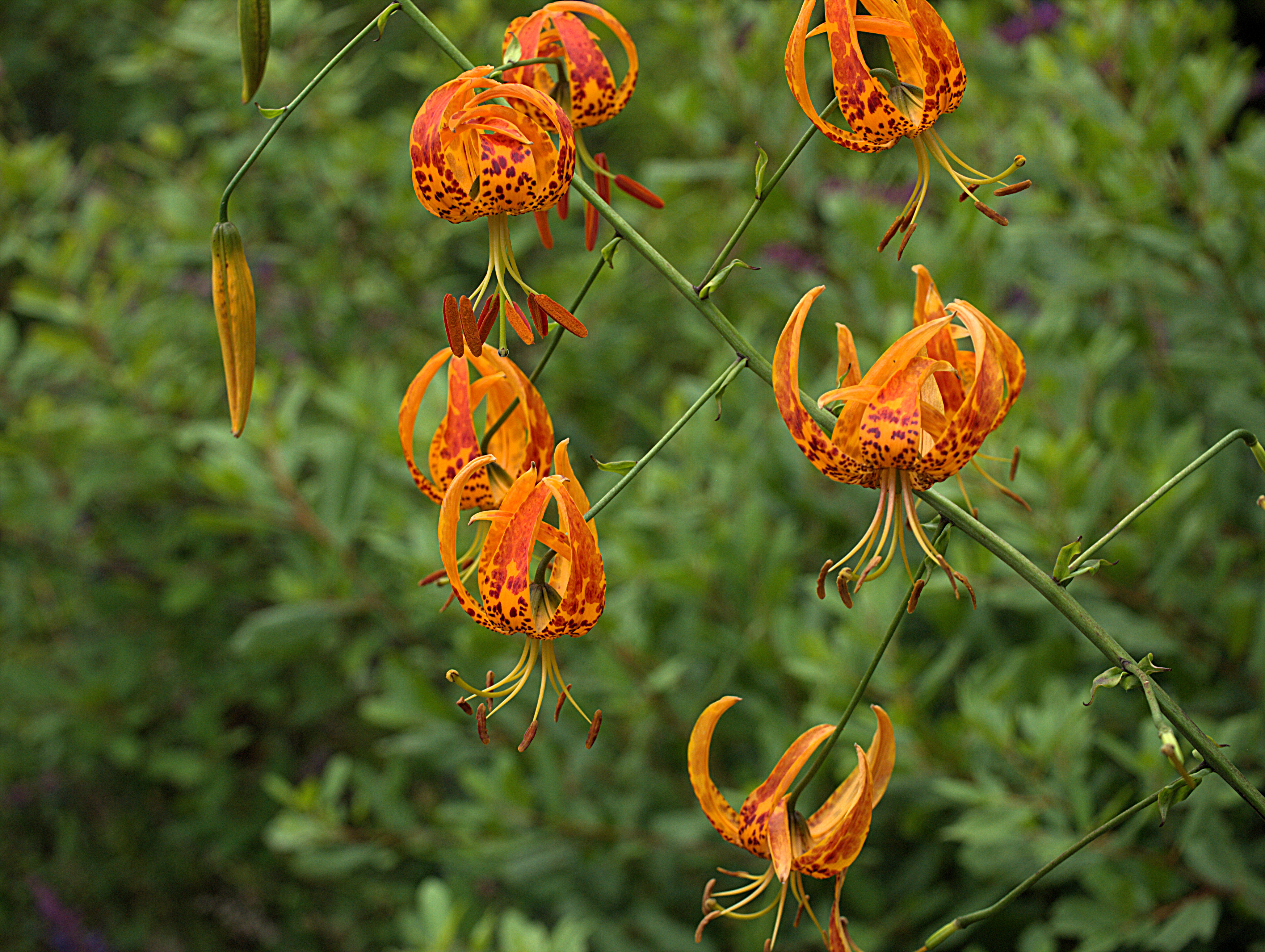
Lilium humboldtii subsp. ocellatum Thorne

- 2010. Thorne, R. F, R. V. Moran and R. A. Minnich. 2010. Vascular plants of the high Sierra San Pedro Mártir, Baja California, Mexico: an annotated checklist. Aliso (28): 1–57.
- In press. Krantz, T. P. and R. F. Thorne. An annotated flora of the vascular plants of the San Bernardino Mountains, San Bernardino Co., CA. Aliso.
- 2007. Thorne, R. F. and J. L. Reveal. An updated classification of the Class Magnoliopsida ("Angiospermae"). Botanical Review 73(2): 67–182.
- 2007. Thorne, R. F. et al. Transmontane coniferous vegetation, pp. 575–586. In M. G. Barbour. T. Keeler.-Wolf and A. A. Schoenherr [eds.], Terrestrial Vegetation of California, 3rd ed., University of California Press, Berkeley, CA.
- 2006. Thorne, R. F. A bibliography of floristics in southern California: addendum number 2A. Crossosoma 31(2), Fall–Winter 2005 (issued 2006).
- 2002. Thorne, R. F. How many species of seed plants are there? Taxon 51: 511–512.
- 2001. Thorne, R. F. The classification and geography of the flowering plants: dicotyledons of the class Angiospermae (subclasses Magnoliidae, Ranunculidae, Caryophyllidae, Dilleniidae, Rosidae, Asteridae, and Lamiidae). Botanical Revue 66(4): 44l–647.
- 2000. Thorne, R. F. The classification and geography of the monocotyledon subclasses Alismatidae, Liliidae and Commelinidae, pp. 75–124. In B. Nordenstam, G. E-Ghazaly, and M. Kassas [eds.], Plant Systematics for the 21st Century. Portland Press, London, UK.
- 1999. Thorne, R. F. Eastern Asia as a living museum for archaic angiosperms and other seed plants. Taiwania 44(4): 413–422.
- 1995. Thorne, R. F. Vascular plants of Fort DeSoto Park, Pinellas County, Florida. Selbyana 16(1): 100–109.
- 1986. Thorne, R. F. Antarctic elements in Australasian rainforests. Telopea 2(6): 611–617.[2]